# Gilbert (Luizjana)
Gilbert – wieś w Stanach Zjednoczonych, w stanie Luizjana, w parafii Franklin.